# Agridia
Agridia (gr. Αγρίδια) – wieś w Republice Cypryjskiej, w dystrykcie Limassol. W 2011 roku liczyła 104 mieszkańców. 